# Anne Gertraude van Hees
Anne Gertraude van Hees (geboren 12. August 1931 in Lübeck) ist eine deutsche Juristin. Sie war von 1975 bis 1996 Richterin am Bundespatentgericht in München.

## Beruflicher Werdegang
Van Hees wurde 1961 an der Universität Hamburg zum Thema „Der internationale Schutz berühmter Marken, anhand einer rechtsvergleichenden Darstellung in Deutschland, in der Schweiz und in Frankreich“ promoviert.
Van Hees war Regierungsdirektorin, bevor sie zum 1. Oktober 1975 als Richterin an das Bundespatentgericht in München berufen wurde. Sie agierte dort als regelmäßige Vertreterin der rechtskundigen Mitglieder im 5. Senat und als rechtskundiges Mitglied des 6. Senats. Da im Bundespatentgericht mehrheitlich naturwissenschaftlich ausgebildete Richter tätig sind, werden die Juristen als „rechtskundige Mitglieder“ bezeichnet.
1996 wurde van Hees in den Ruhestand verabschiedet.

## Veröffentlichungen
- 1961: Der internationale Schutz berühmter Marken, anhand einer rechtsvergleichenden Darstellung in Deutschland, in der Schweiz und in Frankreich. Dissertation. Hamburg 1961.
- 1987: Der Beitritt eines Dritten im Patenterteilungsverfahren. In: Gewerblicher Rechtsschutz und Urheberrecht (GRUR). Band 89, Nr. 12. German Association for the Protection of Intellectual Property (GRUR), Köln 1987, S. 855–858.
- 1998: Mit Sven E Braitmayer: Verfahrensrecht in Patentsachen. 6. Auflage. Heymanns, Köln / Berlin / Bonn / München 2022, ISBN 978-3-452-27914-9. Erste Auflage 1998 und zweite Auflage 2001 als alleinige Autorin.